# Марокко на літніх Олімпійських іграх 2012
Марокко на літніх Олімпійських іграх 2012 було представлено 72 спортсменами в 12 видах спорту.

## Нагороди
| Медаль | Спортсмен        | Вид спорту     | Дисципліна       |
| ------ | ---------------- | -------------- | ---------------- |
| Бронза | Абдалааті Ігідер | Легка атлетика | Чоловіки, 1500 м |